# AmorePacific
AmorePacific (Tiếng Hàn: 아모레퍼시픽) là một trong những công ty mỹ phẩm hàng đầu tại Hàn Quốc được thành lập vào ngày 1 tháng 6 năm 2006. Công ty có hơn 30 nhãn hiệu mỹ phẩm, chăm sóc cá nhân và chăm sóc sức khỏe gồm có Sulwhasoo, Laneige, Mamonde, Etude House và Innisfree.

## Lịch sử
- 5 tháng 9 năm 1945 - Thành lập Pacific Chemical Industries
- 1 tháng 3 năm 1956 - Đổi tên công ty Pacific Chemical Industries thành Pacific Chemical Industries Co., Ltd.
- 2 tháng 3 năm 1982 - Thành lập Pacific Chemical Food Division (sản xuất trà O'sulloc)
- 16 tháng 12 năm 1982 - Thành lập Pacific Chemicals Division
- 1 tháng 2 năm 1983 - Đổi tên Pacific Chemicals Business Division thành Pacific Pharmaceuticals
- 2 tháng 4 năm 1983 - Sản xuất thuốc bổ (Mighty, Panax D và những loại khác)
- 7 tháng 7 năm 1985 - Pacific Chemistry 86 Asian Games, nhà tài trợ sản phấm chính thức của Thế vận hội Mùa hè 1988
- 2 tháng 6 năm 1987 - Đổi tên công ty Pacific Chemical Industry Co., Ltd. thành Pacific Chemical Co., Ltd.
- 5 tháng 3 năm 1993 - Đổi tên công ty Pacific Chemical thành Pacific Corporation
- 1 tháng 6 năm 2006 - Đổi tên công ty Pacific Co., Ltd. thành AMOREPACIFIC Co., Ltd.
- 1 tháng 6 năm 2006 - Asian Beauty Creator tuyên bố ra mắt
- 2 tháng 6 năm 2006 - Amorepacific Group Holding Company được thành lập
- 4 tháng 3 năm 2013 - AMOREPACIFIC chuyển địa chỉ đến Tháp Signature, 100 Cheonggyecheon-ro, Jung-gu, Seoul
- 3 tháng 3 năm 2014 - Chuyển công ty con Pacific Pharmaceuticals Business sang Đức
- 6 tháng 3 năm 2015 - Đổi tên công ty Pacific Pharmaceuticals thành Estra
- 1 tháng 6 năm 2016 - Kỷ niệm 10 năm của AMOREPACIFIC
- 1 tháng 12 năm 2017 - Chuyển đến địa chỉ Hansan Amorepacific, 100 Hangang-daero, Yongsan-gu.
- 1 tháng 10 năm 2019 - Bộ phận kinh doanh sản phẩm trà được tách ra thành công ty Osulloc Co., Ltd.

## Thương hiệu riêng
Các thương hiệu được AMOREPACIFIC cho ra mắt gồm có:
- AMORE PACIFIC (KBS)
- Aritaum (KBS)
- LANEIGE (KBS)
- Mamonde KBS)
- IOPE KBS
- Nước hoa Lolita Lempicka
- Annick Goutal Paris
- HANYUL (KBS)
- HERA (KBS)
- SULWHASOO (KBS)
- Miss Quenam (KBS)
- LIRIKOS (KBS)
- Primera (KBS)
- innisfree (KBS)
- VERITE (KBS X NHK)
- ÉTUDE HOUSE (ETUDE))
- Lolita Lempicka
- Espoir
- RYOE (KBS)
- ILLIYOON hay ILLI (KBS)
- mise en scène (KBS)
- HAPPY BATH (KBS)
- Dantrol
- Median
- 송염 치약
- V=B Beautie
- Teen:Clear
- Dong-eui Herbal Research (Nghiên cứu thảo dược đông y 잇몸치약)

## Thương hiệu ngừng sản xuất
- 리도
- 부루버드 화장품
- 쾌남루트/쾌남골드
- 비비 프로그램(V=B PROGRAM)